# Ulomorpha rogersella
Ulomorpha rogersella är en tvåvingeart som beskrevs av Alexander 1929. Ulomorpha rogersella ingår i släktet Ulomorpha och familjen småharkrankar. Inga underarter finns listade i Catalogue of Life.